# Baterico
Baterico o Batericus (fl. IX secolo) fu reggente della contea di Asti sotto il conte Suppone nel IX secolo.
Baterico compare in un placito dell'880 "...in vice Supponi inluster comes".
Secondo il Hlawitschka, Suppone fedele di Carlo il Grosso, era signore di una vasta zona del Piemonte centro-occidentale comprendente le contee di Torino ed Asti, da alcuni studiosi definita "Marca supponide".
Essendo il territorio supponide molto vasto, ecco che il conte si avvaleva di Baterico in qualità di vicario nella contea di Asti.